# لمياء الورتاني
لمياء الورتاني هي ممثلة تونسية.

## أعمالها
- هولاكو، 2002 بدور أولجي

## وصلات خارجية
- لمياء الورتاني على موقع قاعدة بيانات الأفلام العربية

- لمياء الورتاني في السينما.كوم
- الفنانة التونسية لمياء الورتاني: أخت هولاكو شخصية جريئة وطبيعتها مختلفة ، البيان، 29 ديسمبر 2002